# Drake Caggiula
Drake Caggiula (* 20. Juni 1994 in Pickering, Ontario) ist ein kanadischer Eishockeyspieler, der seit Juli 2025 beim Lausanne HC aus der Schweizer National League unter Vertrag steht und dort auf der Position des linken Flügelstürmers spielt. Zuvor lief er für fünf Teams in der National Hockey League (NHL) auf und bestritt dabei knapp 300 Partien.

## Karriere

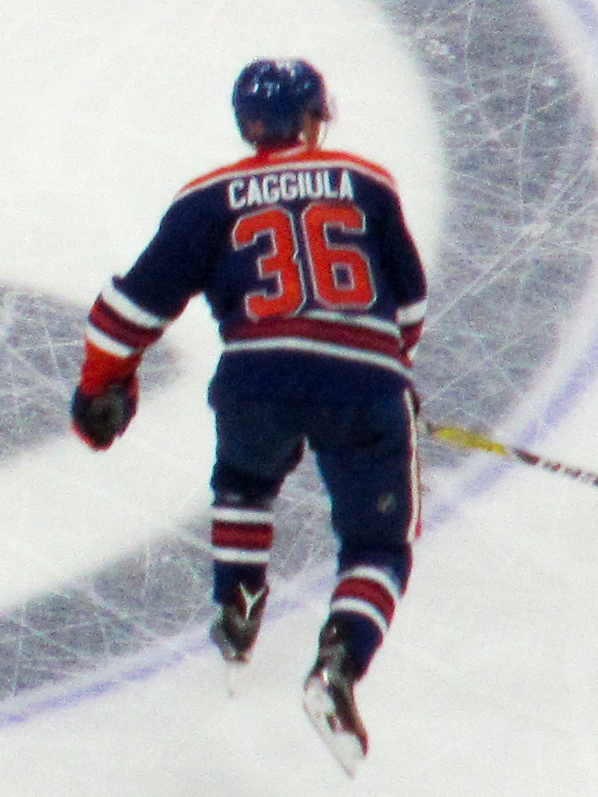
Caggiula im Trikot der Edmonton Oilers (2016)

Caggiula verbrachte seine Juniorenzeit zunächst von 2010 bis 2012 bei den Stouffville Spirit in der unterklassigen Ontario Junior Hockey League (OJHL). Lediglich zu Beginn der Saison 2011/12 bestritt er einige Partien für die Des Moines Buccaneers in der United States Hockey League (USHL), bevor er wieder nach Stouffville zurückkehrte und das Team als wertvollster Spieler der Play-offs zum Gewinn der Meisterschaft führte. Im Sommer 2012 schrieb sich der Stürmer an der University of North Dakota ein. Neben seinem Studium spielte er die folgenden vier Jahre parallel für das Eishockeyteam der Universität – zunächst in der Western Collegiate Hockey Association (WCHA), später dann in der neu eingeführten National Collegiate Hockey Conference (NCHC) im Spielbetrieb der National Collegiate Athletic Association (NCAA). Insgesamt bestritt Caggiula im Verlauf der vier Spielzeiten 162 Spiele, in denen er 127 Scorerpunkte sammelte. Am Ende der Saison 2014/15 war er Second All-Star Team der NCHC gewählt worden.
Da der linke Flügelstürmer in keinem NHL Entry Draft Berücksichtigung fand, wurde er nach Abschluss seiner Zeit am College als Free Agent im Mai 2016 von den Edmonton Oilers aus der National Hockey League (NHL) verpflichtet. Nachdem er dort den Saisonbeginn aufgrund einer Verletzung verpasst hatte, feierte er nach seiner Genesung Mitte November schließlich sein NHL-Debüt und etablierte sich in der Folge im Aufgebot der Oilers. Im Dezember 2018 gab ihn Edmonton allerdings samt Jason Garrison an die Chicago Blackhawks ab und erhielt im Gegenzug Brandon Manning und Robin Norell.
Nach knapp zwei Jahren in Chicago wurde sein auslaufender Vertrag nach der Spielzeit 2019/20 nicht verlängert, sodass er sich im Dezember 2020 als Free Agent den Arizona Coyotes anschloss. Dort war er bis April 2021 aktiv, ehe er über den Waiver zu den Buffalo Sabres gelangte. Bei den Sabres erfüllte der Flügelspieler seinen Vertrag bis zum Ende der Spielzeit 2021/22. Anschließend schloss er sich im Juli 2022 als Free Agent den Pittsburgh Penguins an, wo er einen Zwei-Wege-Vertrag unterschrieb. In gleicher Weise wechselte er im Juli 2023 zu den Edmonton Oilers, sodass er zu seinem früheren Arbeitgeber zurückkehrte.
Nach der Saison 2024/25, die er überwiegend in der AHL verbracht hatte, wechselte Caggiula zum Juli 2025 erstmals nach Europa, indem er sich dem Lausanne HC aus der Schweizer National League anschloss.

## Erfolge und Auszeichnungen
| - 2012 OJHL-Meisterschaft mit den Stouffville Spirit - 2012 OJHL Playoff MVP - 2012 OJHL First Team All-Prospect | - 2015 NCHC Second All-Star Team - 2016 NCAA West Second All-American Team |

## Karrierestatistik
Stand: Ende der Saison 2024/25
(Legende zur Spielerstatistik: Sp oder GP = absolvierte Spiele; T oder G = erzielte Tore; V oder A = erzielte Assists; Pkt oder Pts = erzielte Scorerpunkte; SM oder PIM = erhaltene Strafminuten; +/− = Plus/Minus-Bilanz; PP = erzielte Überzahltore; SH = erzielte Unterzahltore; GW = erzielte Siegtore; 1 Play-downs/Relegation; Kursiv: Statistik nicht vollständig)